# 倉野憲司
倉野 憲司（くらの けんじ、1902年3月9日 - 1991年2月28日）は、日本の国文学者。福岡女子大学名誉教授。学位は文学博士（東京大学・論文博士・1951年）。

## 略歴
福岡県遠賀郡芦屋町に生まれる。1926年に東京帝國大学文学部国文学科を卒業後、ただちに成城高等学校教授となり、以後、東京女子大学教授、広島文理科大学助教授、文部省図書監修官、神宮皇學館大學教授を歴任。
戦後は鈴鹿高等学校教諭等を経て、1950年に福岡女子大学教授に就任。同大学において1952年に学生部長、1956年に文学部長、1962年に図書館長など要職を歴任し、1964年には学長となり、1972年まで3期8年間つとめた。同年退職して同大学名誉教授、また勲二等瑞宝章を受章。同大学勤務中の1951年には東京大学より文学博士の学位を授与されている。また、福岡女子大学校歌を作詞。福岡県社会保育短期大学の学長も歴任した。1981年『古事記全註釈』完成の功績により、第40回西日本文化賞（学術文化部門）受賞。

## 業績
『古事記』の研究に大きな成果をあげ、特に『古事記全註釈』は優れた業績として評価されている。「本居宣長の訓には不必要な敬語が多過ぎるけれど、決してその学恩を忘れてはならない」として宣長に敬意を払い、注釈においては『古事記伝』の説の是非を批判してから自説を述べるという態度を取った。神宮皇學館大學に着任した時には、教室に掲げられていた宣長の肖像に敬礼して、「山田孝雄学長は平田篤胤に傾倒しておられるようだが、自分は宣長の学問的態度を祖述していく」と宣言したという。また、学会活動としては古事記学会会長、全国大学国語国文学会理事などを務めた。

## 著書
- 『古事記の新研究』至文堂、1927年
- 『古代文学研究』岡村書店、1929年
- 『上代文学新選』広文堂書店、1929年
- 『新訂要註方丈記』三省堂、1933年
- 『徒然草新講』三省堂、1933年
- 『上中古文学論攷』叢文閣、1934年
- 『新訂要註伊勢物語』三省堂、1934年
- 『新訂古事記』広文堂書店、1935-36年
- 『古典と上代精神』至文堂、1942年
- 『日本文学史3 大和時代(下)』三省堂、1943年
- 『古事記論攷』立命館出版部、1944年
- 『国語問題解決の基礎』立命館出版部、1944年
- 『古典の精神』全国書房、1944年
- 『古事記序文註釈』私家版、1951年
- 『古典探求』積慶園、1952年
- 『古事記』アテネ文庫、弘文堂、1955年
- 『古事記評解』有精堂、1960年
- 『上代日本古典文学の研究』桜楓社、1968年
- 『古事記全註釈 全7巻』三省堂、1973-1980年
- 『稽古照今』桜楓社、1974年
- 『論集・古事記の成立』大和書房、1977年

### 校訂など
- 『続日本紀宣命』岩波文庫、1936年
- 『日本文学大系6 日本神話』河出書房、1938年
- 『古事記伝 (1)～(4)』岩波文庫、1940-1942年
- 『現代語訳日本古典文学全集 古事記』河出書房、1955年
- 『日本古典文学大系1 古事記祝詞』岩波書店、1958年
- 『古事記』岩波文庫、1963年